# Урманка (приток Уя)
Урманка — река в Омской области России. Устье реки находится в 134 км по левому берегу реки Уй. Длина реки составляет 26 км.
В 18 км от устья по правому берегу впадает река Кустак.

## Данные водного реестра
По данным государственного водного реестра России относится к Иртышскому бассейновому округу, водохозяйственный участок реки — Иртыш от впадения реки Омь до впадения реки Ишим, без реки Оша, речной подбассейн реки — бассейны притоков Иртыша до впадения Ишима. Речной бассейн реки — Иртыш.